# Morra (plaats)
Morra (Fries, officieel: Moarre, [’mṷarə]) is een dorp in de gemeente Noardeast-Fryslân, in de Nederlandse provincie Friesland. Het dorp ligt tussen Metslawier en Anjum, ten zuiden van Lioessens. Morra ligt ten (noord)oosten van de N361 aan de Morrastervaart. Het dorp werkt veel samen met Lioessens, waardoor een tweelingdorp is ontstaan. In 2023 telde Morra 235 inwoners.

## Geschiedenis
Het dorp is ontstaan op een terp die enkele eeuwen voor de christelijke jaartelling werd opgeworpen. De terp ligt in een laag weidegebied, anders dan het naastgelegen Lioessens, dat op hogere akkerbouwgrond ligt. De Dijkstervaart vormt de grens tussen de twee gebieden.
De terp van Morra was geen al te hoge terp, de meeste bebouwing bevindt zich binnen de volledige ringweg. Wat precies de oudste vermelding is van het dorp is onduidelijk. Mogelijk werd Morra in de 9e eeuw vermeld als Mure en Muore. In de 13e eeuw is er sprake van Mora maar daarvan is onduidelijk of daarmee echt het dorp Morra werd bedoeld. In ieder geval werd de plaats in 1422 vermeld als Hoitet tho Morra en in 1500 als morrum. De plaatsnaam duidt op dat het dorp bij een moeras was gelegen, een zompig gebied in het lage weidegebied.
Morra lag tot de gemeentelijke herindeling van 1984 in de toenmalige gemeente Oostdongeradeel. Daarna viel het tot 2019 tot de gemeente Dongeradeel, waarna deze opging in de gemeente Noardeast-Fryslân.

## Klooster
Even ten zuiden van het dorp lag het vrouwenklooster Weerd. Dit klooster werd kort voor 1200 gesticht en stond bekend als Waard, Templum Domini of mogelijk Mariënbos. Het klooster werd in 1569 verbrand door de watergeuzen en in 1580 officieel gesloten. De weg rond de plek waar het klooster gestaan heeft, heet Kleasterwei.

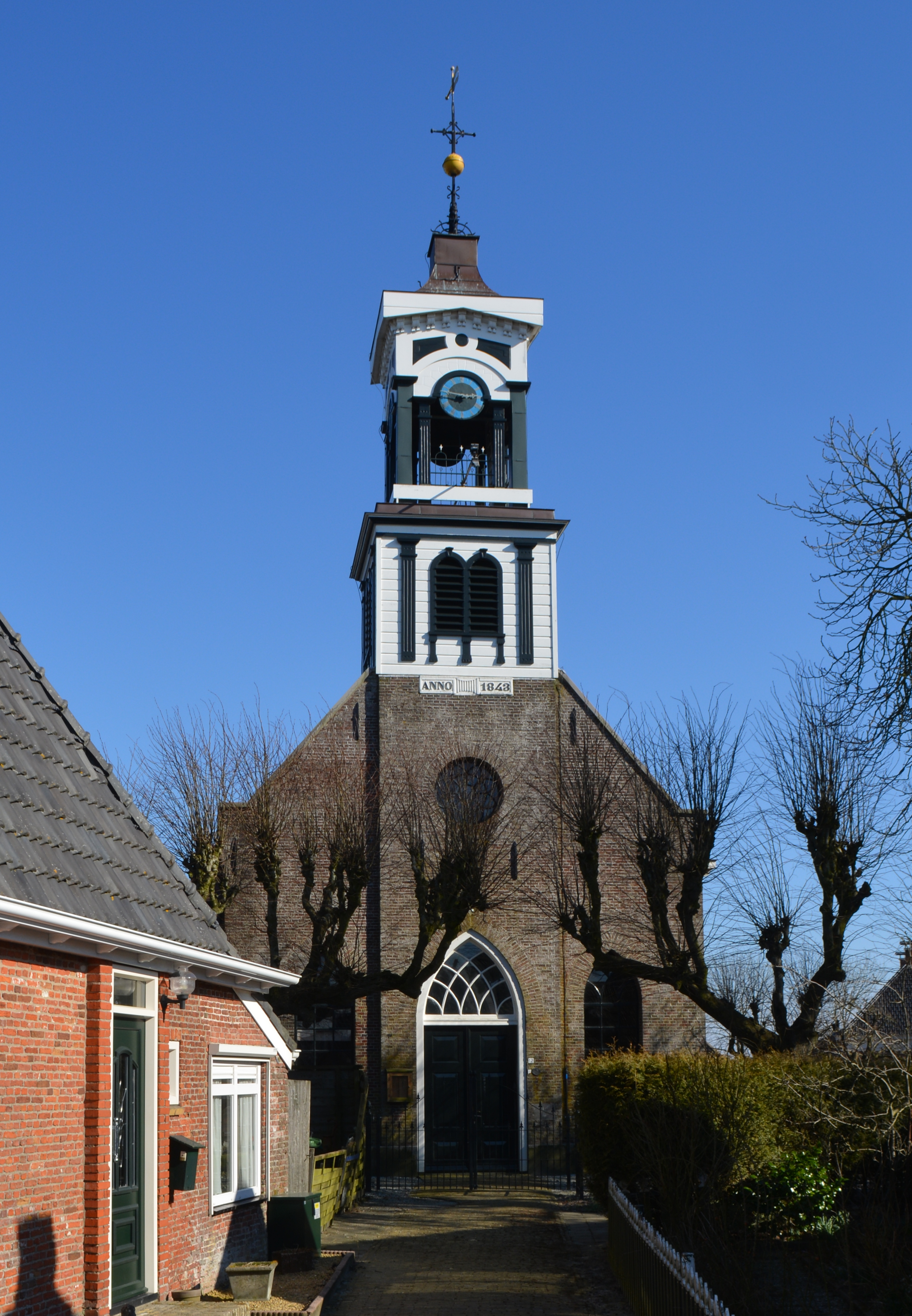
Sint-Johanneskerk

## Kerk
De kerk van het dorp is de Sint-Johanneskerk. De eenbeukige romanogotische kerk dateert uit de tweede helft van de 13e eeuw en kent vijfzijdig gesloten koor.
De even oude zadeldaktoren werd in 1843 wegens bouwvalligheid vervangen door een neoclassicistisch houten geveltoren. De luidklok die erin hangt dateert uit 1659 en is gegoten door Jurjen Balthasar.

## Sport
Het tweelingdorp kent gezamenlijk de kaatsvereniging Warber Bliuwe. Verder kent Mora onder meer een dartclub.

## Cultuur
In Morra staat het dorpshuis van het tweelingdorp, De Stikel geheten. Gezamenlijk hebben ze de muziekvereniging CMV Advendo en een dorpskrant. Morra heeft verder een toneelvereniging, Mei Inoar len geheten.

## Onderwijs
Voor het basisonderwijs is Morra aangewezen op de basisschool De Griffel in Lioessens.

## Treinstation
Net binnen de grens met Lioessens was er een stopplaats aan de toenmalige spoorlijn Leeuwarden - Anjum. De halte werd geopend op het eind van de zomer van 1913 maar gesloten in lente van 1935. Het stationsgebouw van station Morra-Lioessens dateert uit 1909 en werd bij de sluiting gespaard. Het gebouw is anno 2019 nog in nagenoeg originele staat.